# GO TO THE TOP (アルバム)
『GO TO THE TOP』（ゴー・トゥー・ザ・トップ）は、1995年9月27日に発売されたhitomiの1枚目のアルバム。

## 概要
- 音楽プロデューサーは小室哲哉。hitomi自身もアルバムのエグゼクティブ・プロデューサー（小室と共作）であり、全楽曲の作詞を手掛ける。
- オリコン初のTOP5入り、最高3位を記録。
- 特に記載はないが、シングルに収録されたカップリングを含む6曲は全曲アルバム・ヴァージョンで収録、中にはシングル・ヴァージョンより大幅に尺が伸びている楽曲もある。
- hitomiの出したアルバム全体のテーマは「方法論に捕らわれず、ありのままの自分を出したい。何も考えないで自分の内面に入り込み、心の芯から何かが言えたら最高です」「もしかしたら、自分らしい表現の仕方って、ナルシストということかもしれない」としている[1]。
- 同名のリードシングルとアルバムの為に書き下ろされた楽曲は、曲が出来上がった後に歌詞を書いた[1]。

## 仕様
- 初回盤
ハード・カバー・デジパック、カラーレーベル（青色の盤面）
- 通常盤
スリーブ・ケース、カラーレーベル（オレンジ色の盤面）

どちらもカラー・ブックレット付（初回盤はデジパックに貼付）

## 収録曲
- 全曲詞：hitomi / 作曲：小室哲哉 (1,2,4,5,7,9) / 作曲：久保こーじ (6.8,10)
- ※印：アルバム・ヴァージョンで収録

1. GO TO THE TOP※
編曲：小室哲哉・久保こーじ
4thシングル。テレビ朝日ドラマ『カケオチのススメ』主題歌。
2. PLEASURE※
編曲：小室哲哉・久保こーじ
1stシングル・カップリング。
3. YOU DIRTY BASTARD
作曲・編曲：GET OFF
  - hitomiは30分で歌詞を書き上げた[1]。
  - 「媚びてる女の子に対して『バカヤロー』と思いながら、男の子に『騙されちゃだめだよ』と言いたい」「女の子が男の子を貶す歌」をテーマにした。hitomiはこのテーマを「自分の得意な所」と称している[1]。
4. TOKYOのど真んなかBUSの中で※
作曲・No! Galers with 小室哲哉
編曲：No! Galers
2ndシングル・カップリング。
5. WE ARE "LONELY GIRL"※
編曲：久保こーじ
2ndシングル。NTTドコモ「ベルミー」CFソング。
6. Never Forget The Days
編曲：久保こーじ
  - 歌詞は「自分の弱さを認めるよ。でも、自分は自分を守るよ」「強さを身に付けて、空を見上げながら、物事をクリアにして、これからもやっていこうよ」をテーマにしている[1]。
7. CANDY GIRL※
編曲：小室哲哉・久保こーじ
3rdシングル。コダック「スナップキッズ」CFソング。
8. fact
編曲：久保こーじ
  - 歌詞は「何も考えず女の子ばっかり追いかけて、快楽だけを求めている野郎共、ナメんなよ」「若い内に人とは違う何かを身に付けないと、あっという間に歳とって人と同じに見えちゃうよ」をテーマにしている[1]。
9. Let's Play Winter※
編曲：小室哲哉・久保こーじ
デビューシングル。日本テレビ『アクション! SNOW BOARD』エンディング・テーマ
10. Maybe failing now…
編曲：久保こーじ
  - 歌詞は「たとえ失敗して、100が0になっても、恐れることは無い!そういう時は素直にそれを認めて泣いちゃおう。そこからまた何かを始められるはずだ」をテーマにしている[1]。

## 参加ミュージシャン
- 小室哲哉 - シンセサイザープログラミング・マニピュレーター・パフォーマンス
- 久保こーじ - シンセサイザープログラミング・マニピュレーター・パフォーマンス
- 中野周一 - ドラムス・パーカッション・コーラス
- 宮下智 - ベース・コーラス
- 松尾和博 - ギター・コーラス
- 木村建 - ギター・コーラス
- 近藤昭雄 - キーボード
- 石塚まみ - コーラス
- 清水彰彦（アンティノスミュージック） - ボーカルディレクター
- 村上章久 - シンセサイザープログラミング
- Doug Sax - マスタリング
- Gavin Lurssen - アシスタントエンジニア